# Hélène Rousseaux
Hélène Rousseaux (Jette, 25 settembre 1991) è una pallavolista belga schiacciatrice del Mulhouse.

## Biografia
È figlia dell'allenatore di pallavolo Émile Rousseaux e sorella maggiore del pallavolista Tomas Rousseaux.

## Carriera

### Club
La carriera professionistica di Hélène Rousseaux inizia nella stagione 2008-09 quando entra a far parte del Vilvoorde, militante nel massimo campionato belga.
Nella stagione 2009-10 si trasferisce in Svizzera per vestire la maglia del Voléro Zurigo, club con il quale rimane per due annate, vincendo due scudetti, due coppe nazionali e due Supercoppe svizzere.
Nella stagione 2011-12 viene ingaggiata dalla squadra polacca del Budowlani Łódź, da cui rescinde il contratto nel febbraio 2011, mentre nell'annata successiva, pur rimanendo nello stesso campionato, passa al Muszyna, con cui si aggiudica la Coppa CEV.
Nel campionato 2013-14 arriva alla LJ di Modena, squadra del campionato di Serie A1 italiano, dove resta per due annate, prima di giocare, nella stagione 2015-16, nell'AGIL: tuttavia a metà campionato viene ceduta al Busto Arsizio, sempre nella stessa divisione.
Nella stagione 2016-17 approda in Turchia, dove disputa la Sultanlar Ligi col neopromosso Beşiktaş, per poi far ritorno in Polonia nell'annata 2017-18 con il Developres Rzeszów, in Liga Siatkówki Kobiet, col quale gioca per due stagioni. Nel campionato 2019-20 si accasa in un altro club della massima divisione turca, il Nilüfer.

### Nazionale
Nel 2009, dopo aver fatto parte delle nazionali giovanili, ottiene le prime convocazioni nella nazionale maggiore belga, con la quale conquista in seguito la medaglia di bronzo al campionato europeo 2013.

## Palmarès

### Club
- Campionato svizzero: 2

2009-10, 2010-11
- Coppa di Svizzera: 2

2009-10, 2010-11
- Supercoppa svizzera: 2

2009, 2010
- Supercoppa francese: 1

2022
- Coppa CEV: 1

2012-13